# Durandal
Durandal (o Durendal) és el nom de l'espasa del cavaller Rotllan. La mort d'aquest últim a la batalla de Roncesvalls en una emboscada feta per bascos és explicada a la Cançó de Rotllan (on els bascos són reemplaçats pels sarraïns). Sentint que se li acostava la fi, Rotllan va intentar trencar Durandal sobre una roca, per evitar que fos agafada per l'enemic. Però la fulla va continuar intacta i va fer esclatar la roca, cosa que va obrir la coneguda Bretxa de Rotllan als Pirineus. Una versió de la llegenda insinua que Rotllan va dir llavors a l'arcàngel Sant Miquel que l'ajudés llançant l'espasa cap a la vall. Aquesta va travessar llavors miraculosament diversos centenars de quilòmetres abans de clavar-se a la roca de la Mare de Déu de Ròcamador, on es pot admirar encara avui. L'espasa ha rebut noms diversos segons les distintes tradicions europees que s'han fet ressò de la llegenda de Rotllan, com ara Durlindana en italià o Durandarte en espanyol.
L'espasa ha rebut diverses procedències. Diverses de les obres de la Matèria de França coincideixen que va ser forjada per Wayland el Forjador, a qui se sol citar com a fabricant d'armes als romanços cavallerescoss.

## Etimologia
Sens dubte, el nom Durendal comença amb un francès dur-, que significa "dur", encara que "perdurable" pot ser el significat previst. Així, Rita Lejeune va argumentar que podria descompondre's en durant + dail, que es pot fer en anglès com "strong scythe" o explicat amb més detall per significar "una cimitarra o dalla que aguanta, resisteix, aguanta". Gerhard Rohlfs va suggerir dur + end'art o "flama forta".
El Pseudo-Turpin explica que el nom "Durenda s'interpreta com a significat que dona un cop dur (Durenda interpretatur durum ictum cum ea dans )". S'ha argumentat que des que el Pseudo-Turpin es va veure obligat a glossar el significat, això constitueix una evidència que era un nom que no s'entenia fàcilment en francès,, per tant, un nom estranger.
Una etimologia no francesa és l'intent d'Edwin B. Place d'interpretar-la en bretó com a diren dall, que significa "fulla [que] embota el tall" o "persianes de fulla". Una altra és l'etimologia James A. Bellamy de àrab, que explica que un possible significat del nom de l'espasa és "Ḏū l-jandal" que significa "mestre de pedra".